# 제리 롤러
제리 롤러(Jerry Lawler, 1949년 11월 29일 ~ )는 미국의 前 프로레슬링선수다. 제리 더 킹 롤러(Jerry "The King" Lawler 라고도 불린다. 현재는 WWE에서 해설을 맡고있으며, 단역으로 선수로 활동하기도 했다. 그리고 2007년에는 WWE 명예의 전당에 헌액되었다.

## 출연 작품
- 걸즈 곤 데드 - 보안관 잭슨 콜 역